# Parafia Ewangelicko-Augsburska w Jaworzu
Parafia Ewangelicko-Augsburska w Jaworzu – parafia luterańska w Jaworzu, należąca do diecezji cieszyńskiej. Mieści się przy Placu Kościelnym. Według stanu na dzień 31 grudnia 2022 liczyła 2544 wiernych.

## Historia
Zbór ewangelicki w Jaworzu jest jednym z pierwszych, które powstały na Śląsku Cieszyńskim po wydaniu Patentu Tolerancyjnego przez cesarza Józefa II w 1781, a więc jest też jednym z najstarszych po cieszyńskim w regionie. Duży wkład finansowy w powstanie tego zboru włożył ówczesny właściciel miejscowych dóbr, Jerzy Ludwik von Laschovsky. Pierwszym pastorem był Jan Kłapsia (1782–1800), po nim nastąpili kolejno: Jan Chmiel (1801–1808), Franciszek Czyżyk (1808–1827), Jerzy Filipek (1828–1836), Herman Juliusz Kotschy (1837–1897).
Patent Tolerancyjny ustanowił również strukturę oficjalnie działającego Kościoła ewangelickiego w Przedlitawii. Wszystkie zbory zostały podległe konsystorzowi powstałemu w 1784 w Cieszynie a w 1785 przeprowadzonemu do Wiednia. W 1784 powstała superintendentura dla Moraw, Śląska i Galicji. W 1807 powstał seniorat śląski, któremu z czasem podległe zostały wszystkie zbory na Śląsku Austriackim.
Do 1880 r. istniał w Jaworzu jeden cmentarz wokół kościoła katolickiego, gdzie chowano wspólnie katolików i ewangelików. Nasilające się spory między duchownymi poszczególnych wyznań na tle praw grzebalności zmarłych i opłat za pochówek spowodowały, że upoważniony przez hrabiego Maurycego Saint-Genois, ówczesny hrabiowski inspektor dóbr Edward Kwisda, przydzielił ewangelikom parcelę na założenie własnego cmentarza. W ciągu kilku miesięcy teren ogrodzono, w narożu postawiono marownię, by w listopadzie 1880r. dokonać pierwszych pochówków. Cmentarz znajduje się na północny zachód od kościoła parafialnego w Jaworzu, przy ul. Spacerowej.
W 1925 parafia zrzeszała 3 009 wiernych a w 1937 3 296.
W latach 1960–1995 proboszczem parafii był ks. Ryszard Janik (1930–2018).

## Proboszczowie[5]
- ks. Jan Kłapsia (1782–1800)
- ks. Jan Chmiel (1800–1808)
- ks. Franciszek Czjżek (1808–1827)
- ks. Jerzy Filipek (1827–1837)
- ks. Herman Kotschy (1837–1897)
- ks. Paweł Wałach (1897–1907)
- ks. Jerzy Ruśniok (1907–1909)
- ks. Jan Lasota (1910–1932)
- ks. Artur Gerwin (1932–1939)
- ks. Hugon Pudell (1939–1945)
- ks. Jan Lasota (1945–1961)
- ks. Ryszard Janik (1961–1995)
- ks. Władysław Wantulok (od 1995)

## Galeria

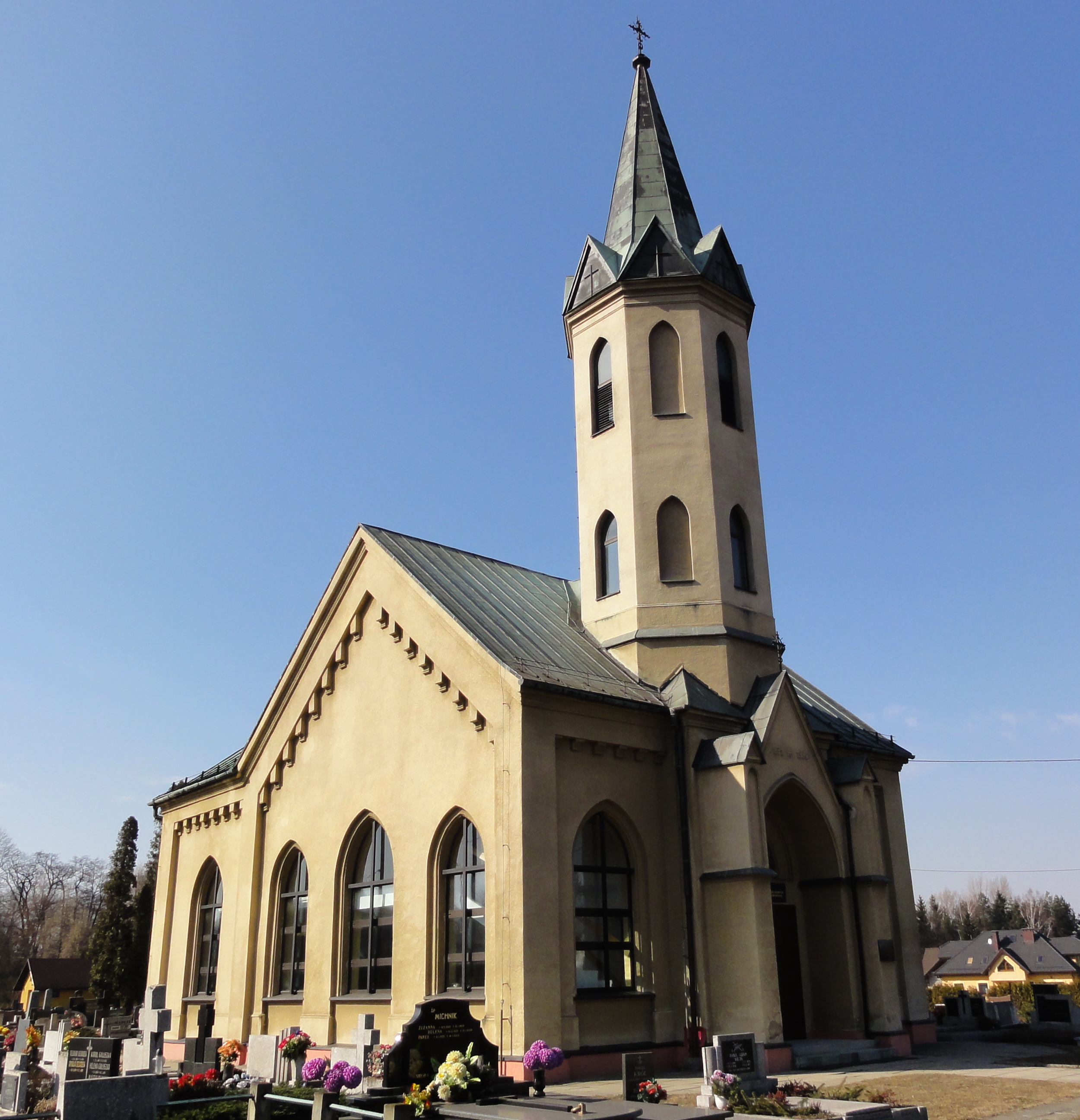
Kościół filialny w Jasienicy
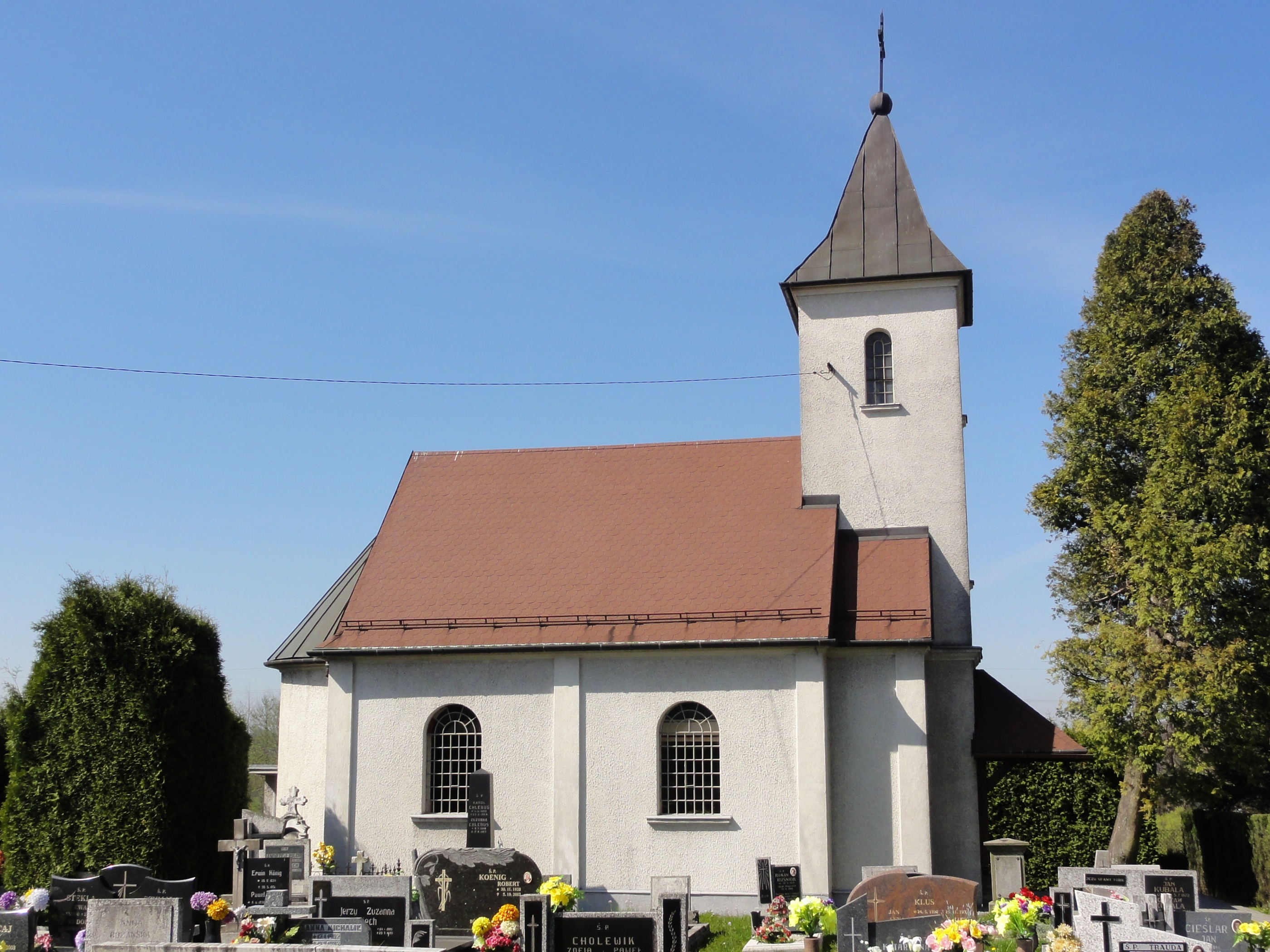
Kaplica filialna w Świętoszówce
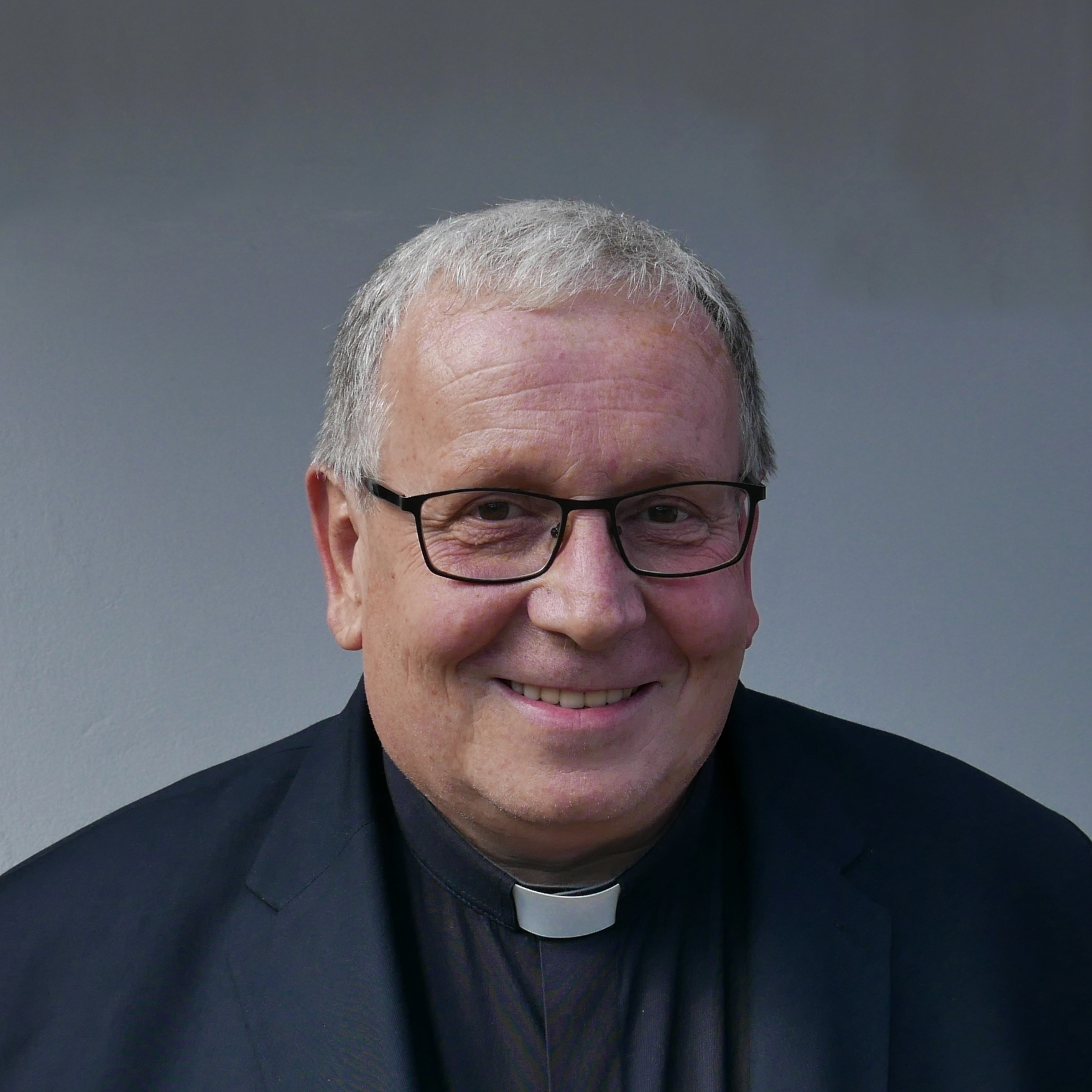
Ks. Władysław Wantulok, proboszcz
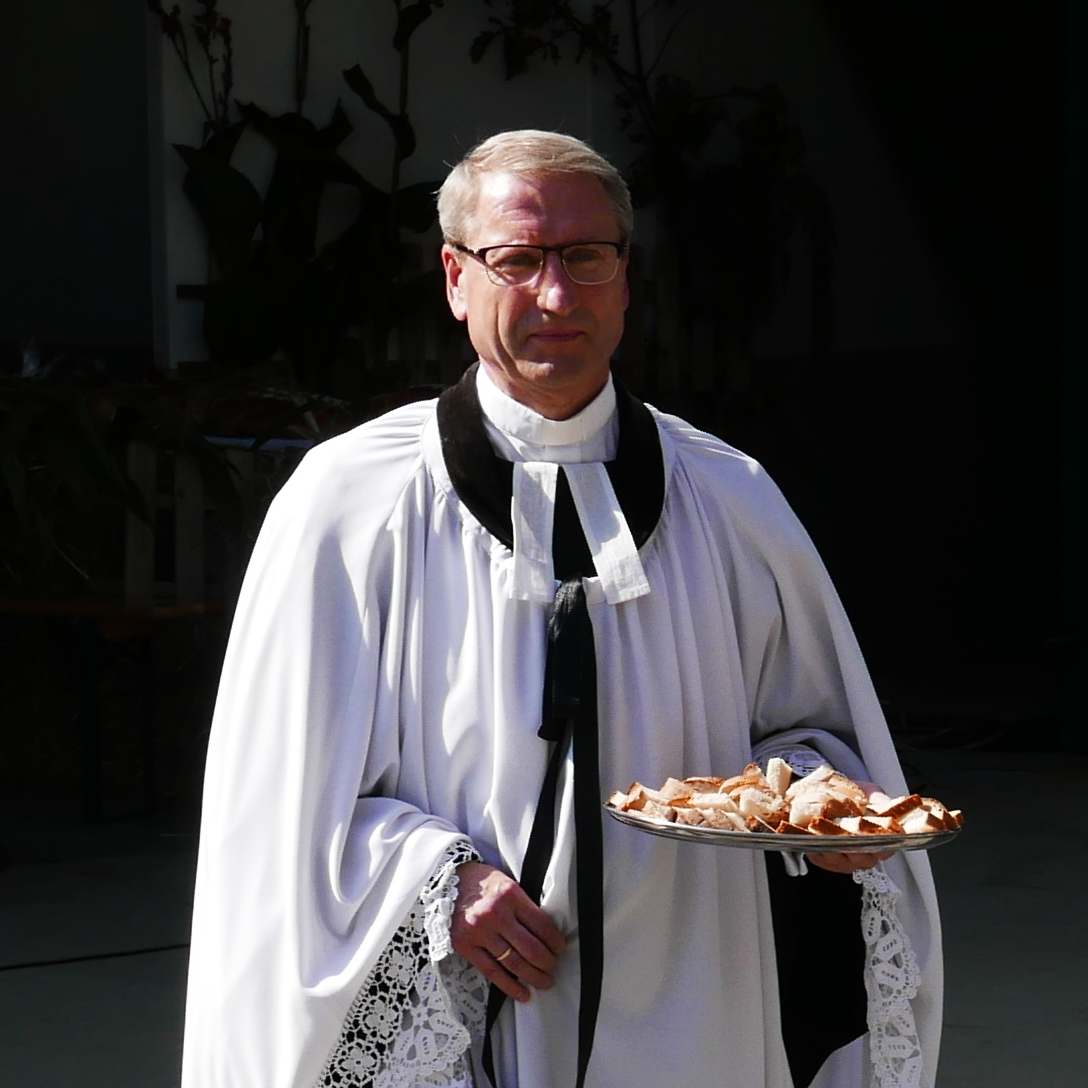
Ks. Andrzej Krzykowski, proboszcz pomocniczy